# Joinville (flygplats)
Joinville är en flygplats i Brasilien.   Den ligger i kommunen Joinville och delstaten Santa Catarina, i den södra delen av landet, 1 200 km söder om huvudstaden Brasília. Joinville ligger 5 meter över havet.
Terrängen runt Joinville är platt åt sydväst, men åt nordost är den kuperad. Havet är nära Joinville åt sydost. Trakten är tätbefolkad. Närmaste större samhälle är Joinville, 10,1 km sydväst om Joinville. 
I omgivningarna runt Joinville växer i huvudsak städsegrön lövskog.